# Jardín Ferdows
El jardín Ferdows (en persa: باغ فردوس‎ Bāq e Ferdows) es un complejo histórico ubicado en el distrito de Tajrish en Shemirán (norte de Teherán, Irán), que se remonta al reinado de la dinastía Qajar e incluye una mansión que alberga el Museo del Cine de Irán desde 2009.

## Etimología
En la época del Imperio aqueménida, el término pairidaēza (Avestan) se refería a extensos jardines construidos por todo el imperio. Se deriva del proto-iraní paridaiźa, que literalmente significa "límite circular". Ferdows persas modernas (فردوس) y pardis (پردیس) son derivados de la misma palabra, que se produjo en griego como parádeisos (παράδεισος) y entró al inglés como paraíso.
Según el Oxford English Dictionary, así como el Dehkhoda Dictionary, esta palabra ingresó al hebreo como pardēs (פַּרְדֵּס), tras la llegada de los judíos a Babilonia en el siglo V a. C. En las secciones del Antiguo Testamento anteriores a esta llegada, las nociones de "cielo" e "infierno" no son específicas; sólo más tarde pārdēs, que originalmente significa "jardín" y "huerto", ha sido dotado del significado espiritual que significa esta palabra.
Dehkhoda señala que pardēs se ha utilizado como sinónimo de la palabra hebrea gān, que significa "el jardín del Edén". También afirma que la palabra firdaws, usada dos veces en el Corán, tiene su raíz en el judaísmo y el cristianismo.

## Historia
El origen del complejo se remonta al reinado de Mohammad Shah (1808-1848) de la dinastía Qajar, quien ordenó la construcción de una mansión llamada Mohammadie en Tajrish. Murió en septiembre de 1848 y, posteriormente, la estructura inacabada quedó en desuso.
Más tarde, Hossein Ali Khan (Moayyer ol Mamalek), un cortesano cercano a Mohammad Shah, siguió la construcción de una mansión de estilo Qajar de dos pisos dentro de la misma área. Durante el reinado de Naser ed Din Shah (1848-1896), la propiedad del recinto fue transferida a Dust-Ali Khan (Nezam od Dowle), el hijo de Hossein Ali Khan. Rehabilitó el complejo y lo renombró Ferdows. Posteriormente, Dust-Mohammad Khan, hijo de Dust-Ali Khan y yerno de Naser ed Din Shah, construyó una nueva mansión al sur del recinto. Usó la mano de obra de arquitectos de Isfahán y Yazd, y lo llamó Rašk e Behešt, que significa "la envidia del cielo".

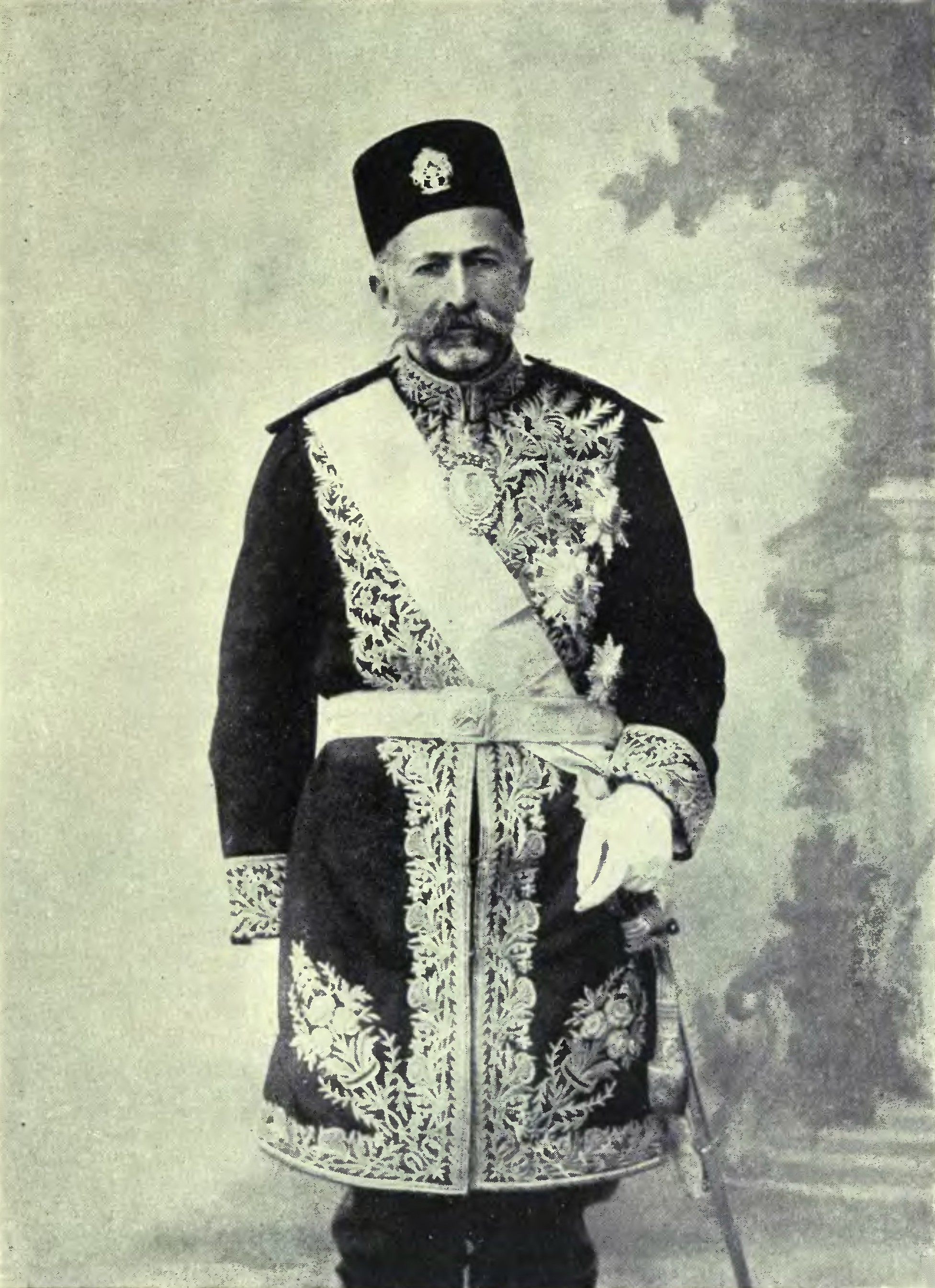
Mohammad-Vali Khan, Sepahsalar e Tonekaboni.

El complejo cambió de manos y la mansión más antigua finalmente fue destruida. La estructura restante fue luego comprada por Mohammad-Vali Khan Tonekaboni, quien era el líder de las Fuerzas Constitucionalistas Revolucionarias de las regiones del norte de Irán de Gilan y Mazandaran. Añadió nuevos estanques y fuentes al complejo y regeneró el acueducto que, en años anteriores, había alimentado el jardín con agua dulce. La puerta actual del jardín también data de esta época.
El complejo fue arrendado a varios ministerios durante años. En 1937, el Ministerio de Educación albergó la escuela primaria y secundaria de Shapur en este complejo. Después de la Revolución de 1979, hasta 2002, el Jardín Ferdows sirvió como centro de formación para la realización de películas. Desde 2002 alberga el Museo del Cine.

## En el cine iraní
Ferdows Garden, 5 o'Clock in the Afternoon (2005), una película iraní escrita, producida y dirigida por Siamak Shayeghi, con Reza Kianian, Ladan Mostofi y Azita Hajian en los papeles principales, se refiere al parque público desde donde se encuentra la mansión principal.